# Theone costipennis
Theone costipennis is een keversoort uit de familie bladkevers (Chrysomelidae). De wetenschappelijke naam van de soort werd in 1880 gepubliceerd door Theodor Franz Wilhelm Kirsch.